# Gotthart Ammerlahn
Gotthart Richard Wilhelm Ammerlahn (* 1. Februar 1907 in Steglitz bei Berlin; † 22. Februar 1982 in Berlin-Lichterfelde) war ein deutscher Journalist. Nachdem er 1929 aus der Bündischen Jugend zur Hitlerjugend (HJ) gewechselt war, profilierte er sich gegen Ende der Weimarer Republik als Verantwortlicher der nationalsozialistischen Jugendpresse. Nach der nationalsozialistischen „Machtergreifung“ führte Ammerlahn eine Kampagne gegen Führer der bündischen Jugend in den Reihen der HJ durch.

## Leben
Der Sohn des Gymnasialprofessors Georg Ammerlahn und seiner Frau Gertrud Streese besuchte von 1913 bis 1918 ein Gymnasium in Steglitz und von 1918 bis 1925 ein Realgymnasium. Nach dem Abitur studierte er von 1925 bis 1931 Geschichte, Geographie und Geopolitik an der Universität Berlin. Er engagierte sich im Jungnationalen Bund (Junabu) und trat zum 1. Juni 1928 in die NSDAP ein (Mitgliedsnummer 89.720). 1929 schloss er sich der HJ an und überführte die Organisation Mark Brandenburg des Junabu in die HJ. Ursprünglich gehörte er zum Widerstandskreis um Ernst Niekisch, schwenkte aber bald auf die Parteilinie ein. 1933 trat Ammerlahn aus der Partei aus, um im März 1934 wieder einzutreten.
Ammerlahn war zunächst als NSS-Gauführer von Berlin-Brandenburg tätig und wurde im Dezember 1929 Schriftleiter von Der Aufmarsch, dem Zentralorgan des NS-Schülerbundes. In dieser Zeitschrift setzte sich Ammerlahn äußerst scharf mit den anderen an den Oberschulen vertretenen Jugendverbänden auseinander und zwar sowohl mit den konfessionellen Gruppen als auch den Bünden der Jugendbewegung. Ab August 1931 fungierte er als Gaupressewart der HJ Berlin und wurde im Dezember 1931 als Nachfolger von Johannes Schlecht Hauptschriftleiter sowohl des NS-Jugendverlages als auch der gesamten NS-Jugendpresse. Dazu gehörten zu diesem Zeitpunkt etwa sechs HJ-Zeitschriften wie Der Junge Sturmtrupp, Der junge Nationalsozialist, das Jungvolkblatt und die Studentenzeitschrift Die deutsche Zukunft, ab 1932 Wille und Macht. Außerdem arbeitete er als Pressechef bzw. Pressereferent bei der Abteilung II der HJ-Reichsleitung bzw. des Reichsjugendführers und des NS-Schülerbundes. Ammerlahns Kolumnen waren berüchtigt und führten nach einem besonders scharfen Angriff auf Gustav Stresemann 1931 zu einem Gerichtsverfahren.
Im Herbst 1933 wurde Ammerlahn zum Obergebietsführer ernannt und als Führer des HJ-Obergebietes 1 (Ost) in Potsdam eingesetzt. Damit unterstanden ihm die HJ-Dienststellen in Ostpreußen, Brandenburg, Schlesien und Berlin. In dieser Funktion organisierte er eine großangelegte Aktion mit Haussuchung gegen Eberhard Koebel und andere Führer der dj 1.11. Ziel war es, sämtliche bündischen Führer in den Reihen der HJ und auch den Verlag Günther Wolff auszuschalten. Im August 1934 wurde die Dienststelle des Obergebietsführers Ost aufgelöst. Ammerlahn unternahm eine anderthalbjährige Weltreise, wurde im November 1937 ehrenvoll aus dem Dienst der HJ entlassen und nahm eine Tätigkeit bei Adrian von Renteln im Deutschen Genossenschaftsverband auf. Während des Zweiten Weltkriegs war er Gebietsführer zur besonderen Verwendung beim Reichsjugendführer.
Nach dem Zweiten Weltkrieg arbeitete Ammerlahn als stellvertretender Chefredakteur der neutralistischen Wochenzeitschrift Neue Politik von Wolf Schenke.